# Acaponeta
Acaponeta là một đô thị thuộc bang Nayarit, México. Năm 2005, dân số của đô thị này là 34665 người.

## Khí hậu
| Dữ liệu khí hậu của Acaponeta           | Dữ liệu khí hậu của Acaponeta | Dữ liệu khí hậu của Acaponeta | Dữ liệu khí hậu của Acaponeta | Dữ liệu khí hậu của Acaponeta | Dữ liệu khí hậu của Acaponeta | Dữ liệu khí hậu của Acaponeta | Dữ liệu khí hậu của Acaponeta | Dữ liệu khí hậu của Acaponeta | Dữ liệu khí hậu của Acaponeta | Dữ liệu khí hậu của Acaponeta | Dữ liệu khí hậu của Acaponeta | Dữ liệu khí hậu của Acaponeta | Dữ liệu khí hậu của Acaponeta |
| Tháng                                   | 1                             | 2                             | 3                             | 4                             | 5                             | 6                             | 7                             | 8                             | 9                             | 10                            | 11                            | 12                            | Năm                           |
| --------------------------------------- | ----------------------------- | ----------------------------- | ----------------------------- | ----------------------------- | ----------------------------- | ----------------------------- | ----------------------------- | ----------------------------- | ----------------------------- | ----------------------------- | ----------------------------- | ----------------------------- | ----------------------------- |
| Trung bình ngày tối đa °C (°F)          | 30.1 (86.2)                   | 31.3 (88.3)                   | 32.6 (90.7)                   | 34.3 (93.7)                   | 35.8 (96.4)                   | 35.8 (96.4)                   | 34.2 (93.6)                   | 33.8 (92.8)                   | 33.5 (92.3)                   | 34.0 (93.2)                   | 33.3 (91.9)                   | 30.8 (87.4)                   | 33.3 (91.9)                   |
| Tối thiểu trung bình ngày °C (°F)       | 13.5 (56.3)                   | 13.3 (55.9)                   | 13.8 (56.8)                   | 15.7 (60.3)                   | 19 (66)                       | 23.1 (73.6)                   | 22.9 (73.2)                   | 22.7 (72.9)                   | 23 (73)                       | 21.6 (70.9)                   | 18.1 (64.6)                   | 15 (59)                       | 18.5 (65.3)                   |
| Lượng Giáng thủy trung bình mm (inches) | 20 (0.8)                      | 10 (0.4)                      | 5.1 (0.2)                     | 2.5 (0.1)                     | 2.5 (0.1)                     | 110 (4.3)                     | 350 (13.8)                    | 370 (14.6)                    | 320 (12.5)                    | 91 (3.6)                      | 28 (1.1)                      | 20 (0.8)                      | 1.330 (52.2)                  |
| Nguồn: Weatherbase                      |                               |                               |                               |                               |                               |                               |                               |                               |                               |                               |                               |                               |                               |